# Station Frykåsen
Station Trångstad is een spoorwegstation aan de Frykdalsbanan in het Zweedse gehucht Frykåsen.

## Treinverbindingen
| Serie | Treinsoort       | Route                                               | Bijzonderheden                                                                    |
| ----- | ---------------- | --------------------------------------------------- | --------------------------------------------------------------------------------- |
| 74    | Stoptrein (VTAB) | Karlstad – Kil – Frykåsen – Sunne – Lysvik – Torsby | Enkele treinen tot Sunne. Stopt beperkt op de haltes Trångstad, Kolsnäs en Oleby. |